# 南国にて

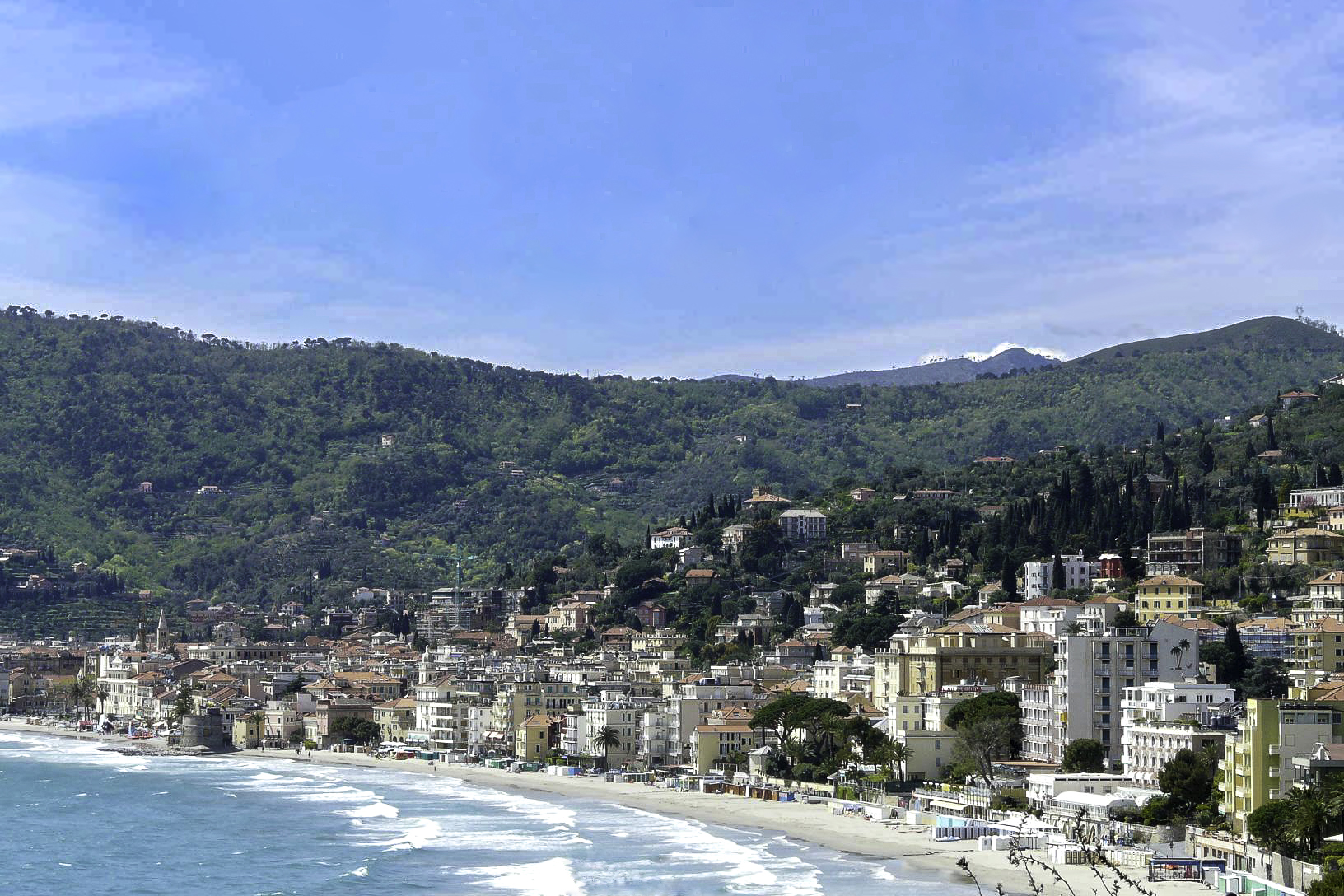
アラッシオの海岸風景

『南国にて（アラッシオ）』（In the South (Alassio)）作品50は、エドワード・エルガーが1903年冬から1904年にかけて、家族と休暇と過ごしたイタリアで作曲した演奏会用序曲。

## 背景
曲の副題である「アラッシオ」とは、イタリアの避寒地リグーリア海岸に面する町の名前である。エルガーは家族と共にこの町に滞在した。滞在中に町を散策して回った彼は建物、風景、歴史から霊感を受けた。後にこう回想している。
そのとき、全てのことが一度に私の脳裏に閃いた - 小川、花、丘。一方には遠く雪を頂いた山々がそびえ、また一方には地中海が広がる。その時私が立っていた場所はその昔、兵士たちが争ったまさにその場所である - そしてまた次の瞬間、突如として私は現実に立ち返った。その時、私は序曲を作曲してしまっていたのである。後に残されたのは、ただそれを書き留めることだけだった。
曲の初演は1904年3月16日にハレ管弦楽団の演奏で行われた。この日はコヴェント・ガーデンのロイヤル・オペラ・ハウスで開催された「エルガー音楽祭」の3日目であった。指揮はハンス・リヒターが行う予定となっていたが、エルガー側の楽譜の準備が間に合わず、リヒターの予習に十分な時間を取れなくなってしまったため、エルガー自身が指揮することになった。
この曲中でおそらく最も知られるのは、ヴィオラ独奏で奏でられる中間部のセレナーデだろう。同年7月、エルガーはこの部分をだけ取り出してパーシー・ビッシュ・シェリーの詩に合わせ、『月明りで』という題の歌曲として仕上げた。さらにその後、『カント・ポポラーレ』と名付けた器楽版も複数生まれている。
曲は「我が友レオ・F・シュスターへ」献呈された。シュスターはエルガーの家族と共に初演を聴いている。

## 演奏時間
20分程度で連続して演奏される。

## 楽器編成
フルート3（第3奏者はピッコロ持ち替え）、オーボエ2、コーラングレ、クラリネット2、バスクラリネット、ファゴット2、コントラファゴット、ホルン4、トランペット3、トロンボーン3、チューバ、ティンパニ3、打楽器（大太鼓、シンバル、小太鼓、トライアングル、グロッケンシュピール）、ハープ、弦五部。

## 楽曲構成
ヴィヴァーチェ 3/4拍子 変ホ長調
管楽器の間で受け渡されながら上昇する、勢いのよい主題に始まる（譜例1）。

譜例1
数多くの要素が盛り込まれるが、中でもヴィオラ独奏による部分は印象的である。あまり目立つことにないこの楽器よる独奏部として、その長さが特に注目に値するのと同時に、他の力強い部分と対比を生み出している点も特筆される（譜例2）。

譜例2
最後は譜例1を主に扱いつつも、曲中に現れた主題が一体となったコーダを経て、華々しく曲を閉じる。